# Шенорок (Нью-Йорк)
Шенорок (англ. Shenorock) — переписна місцевість (CDP) в США, в окрузі Вестчестер штату Нью-Йорк. Населення — 1903 особи (2020).

## Географія
Шенорок розташований за координатами 41°19′49″ пн. ш. 73°44′26″ зх. д. / 41.33028° пн. ш. 73.74056° зх. д. (41.330331, -73.740565).  За даними Бюро перепису населення США в 2010 році переписна місцевість мала площу 1,89 км², з яких 1,81 км² — суходіл та 0,08 км² — водойми.

## Демографія
Згідно з переписом 2010 року, у переписній місцевості мешкало 1898 осіб у 674 домогосподарствах у складі 534 родин. Густота населення становила 1005 осіб/км².  Було 701 помешкання (371/км²).
Расовий склад населення:
| - 93,2 % — білих - 2,4 % — азіатів - 0,7 % — чорних або афроамериканців - 0,4 % — корінних американців - 1,9 % — осіб інших рас |

До двох чи більше рас належало 1,4 %. Частка іспаномовних становила 7,4 % від усіх жителів.
За віковим діапазоном населення розподілялося таким чином: 27,2 % — особи молодші 18 років, 63,2 % — особи у віці 18—64 років, 9,6 % — особи у віці 65 років та старші. Медіана віку мешканця становила 41,0 року. На 100 осіб жіночої статі у переписній місцевості припадало 94,9 чоловіків;  на 100 жінок у віці від 18 років та старших — 94,2 чоловіків також старших 18 років.
Середній дохід на одне домашнє господарство  становив 116 726 доларів США (медіана — 120 357), а середній дохід на одну сім'ю — 130 922 долари (медіана — 122 656). Медіана доходів становила 70 000 доларів для чоловіків та 66 518 доларів для жінок. За межею бідності перебувало 0,4 % осіб, у тому числі 0,0 % дітей у віці до 18 років та 0,0 % осіб у віці 65 років та старших.
Цивільне працевлаштоване населення становило 1124 особи. Основні галузі зайнятості: освіта, охорона здоров'я та соціальна допомога — 25,8 %, роздрібна торгівля — 20,4 %, будівництво — 18,1 %.